# Где цвета лимун жут
Где цвета лимун жут је српски документарни филм у продукцији Кошутњак филма о једној од највећих трагедија српског народа - повлачењу на острво Крф за време Првог светског рата. Снимљен је 2006. године. Ово повлачење је још познато као Албанска голгота.
Где цвета лимун жут је трећи филм из трилогије играно-документарног серијала Здравка Шотре.
Са сценаријем Милована Витезовића, а режиран од стране Здравка Шотре и са Драганом Николићем као приповедачем, филм води 95 минута кроз дешавања која су довела до повлачења српске владе, војске и народа на острво Крф.

## Радња
Крајем 1915. године, у другој години Првог свјетског рата, почетог нападом моћне Аустроугарске царевине на малу Краљевину Србију, српски народ, његова војска и држава нашли су се пред највећим искушењем у својој историји.
На Србију су кренуле здружене армије царевина Аустроугарске, Њемачке и Бугарске. Бранећи сваки пут, свако брдо, сваку ријечицу, кад су свако село, свака зараван, сваки превој постајали историјске коте, Србија се, уздајући се у помоћ савезника, с војском, државним установама и силним избјеглим народом нашла на Косову, преосталом слободном дијелу своје територије.
Ту је свака даља борба постала немогућа, па су се српска влада и српска Врховна команда, избегавајући капитулацију, одлучиле за једини, судбоносан, али у исто време и часни подухват да српска војска, српска држава и дотле избегли народ напусте своју државну територију и да се у више праваца, по највећој зими, повуче преко непроходних гудура Албаније и преко дела беспутне јужне Црне Горе ка Јадранском мору, у сусрет савезницима.
И српски народ и српска војска били су исцрпљени, на ивици људских снага, изгладнели и слабо одевени. Био је то јединствен подухват у историји, да једна држава оде у емиграцију.
Било је то незапамћено спашавање националне части, величанствено по подухвату и по великим жртвама страшно. Најстрашније у Свјетском рату.
Мучеништво српског народа у маршевима за опстанак народа и његово ослобођење стекло је дивљење слободног свијета за Србију и Србе.
Дошавши савезницима на Крф, Срби су све своје патње сажели у пјесму чежње „Тамо далеко".

## Улоге
| Глумац              | Улога                            |
| ------------------- | -------------------------------- |
| Драган Николић      | Наратор                          |
| Зоран Цвијановић    | Регент Александар I Карађорђевић |
| Петар Краљ          | Никола Пашић - председник владе  |
| Драгослав Илић      | Краљ Петар I Карађорђевић        |
| Миодраг Радовановић | Војвода Радомир Путник           |
| Хана Јовчић         | Каплар Флора Сандс               |
| Милица Милша        | Сестра Маргарита                 |
| Миленко Заблаћански | Џон Рид - амерички новинар       |
| Драгомир Чумић      | Војник из Лике                   |
| Иван Босиљчић       | Пантелија - рањеник              |
| Горан Даничић       | Новинар                          |

#### Занимљивост
- Филм је сниман је на локацијама у Србији, Албанији, Грчкој.
- Иако је ово први у трилогији филмова: Кнежевина Србија (2008) и Краљевина Србија (2008), заправо би, хронолошки, овај филм требало да буде последњи пошто говори о преласку српске војске преко Албаније.